# Агамемнон (Сенека)
Агамемнон — fabula crepidata (римська трагедія з грецьким сюжетом) бл. 1012 рядків віршів, написаних Луцієм Аннеєм Сенекою в першому столітті нашої ери, які розповідають про Агамемнона, який був убитий своєю дружиною Клітемнестрою у своєму палаці після повернення з Трої.

## Персонажі
- Thyestis умбра ( Фієсти фантомний), дядько Агамемнона
- хор
- Клітемнестра, дружина Агамемнона
- nutrix (медсестра)
- Егісф, син Фіеста, коханець Клітемнестри
- Еврібат, посланець Агамемнона.
- Кассандра, троянська принцеса, полонянка Агамемнона
- Агамемнон, цар Мікен, лідер греків у Троянській війні.
- Електра, дочка Агамемнона і Клітемнестри
- Строфій, цар Фокіди, чоловік сестри Агамемнона
- Орест (німа роль), син Агамемнона, брат Електри
- Пілад (німа роль), син Строфія, друг Ореста

Сцена частково всередині і частково зовні палацу Агамемнона в Аргосі або Мікенах, в день повернення царя з його тривалої відсутності в Трої, починаючи з періоду темряви, що передує світанку. 

## Сюжет
Кровна ворожнеча між Атреєм і Фієстом не закінчилася помстою, яку Атрей завдав своєму братові. Судилося, що Фієст залишиться батьком своєї власної дочки сина Егіста, який уб’є Атрея і принесе руїну і смерть Агамемнону. 
Троянська війна закінчена, і тепер оголошено про близьке наближення переможного царя Агамемнона, який принесе своїх полонених і скарби додому в Аргос. Але його дружина Клітемнестра, розлючена на Агамемнона, бо він пожертвував її донькою Іфігенією в Авліді, щоб заспокоїти вітри, і сповнена ревнощів, тому що він приводить Кассандру як її суперницю додому, також відчужену через тривалу відсутність чоловіка, але найбільше через свою власну винну справу з Егістом, тепер планує вбити свого чоловіка після його повернення, отримуючи і помсту, і безпеку від його гніву. 

### Акт І
Привид Фієста, прибувши з підземного світу, закликає свого сина Егіста здійснити помсту, яку обіцяв йому оракул.
Хор жінок Аргосу або Мікен скаржиться на піднесену долю як на нестабільну, сповнену тривог і турбот, а тому віддає перевагу скромному життю. 

### Акт II
Клітемнестра, усвідомлюючи свою злочестивість, і боячись покарання за перелюбство тепер, коли її чоловік щойно повернувся, розмірковує про знищення Агамемнона як ліки. Однак годувальниця відмовляє її від такого кроку.
Егісф виходить на сцену і знаходить Клітемнестру в сором'язливому настрої, яка готова піддатися мудрим порадам матері. Йому вдається відвернути Клітемнестру від її новонародженої рішучості і знову до її необдуманої мети.
Хор жінок Мікен і Аргосу співає тріумфальний гімн на честь Аполлона через перемогу, здобуту під Троєю, але вводить хвалебні звернення до Юнони, Мінерви і Юпітера. 

### Акт III
Еврібат повідомляє, що Агамемнон повернувся і тепер наближається, що на них налетіла буря, яка стала гіршою для них через зраду Навплія . Богам готуються жертви, а Агамемнону готуються святкування. Полонених виводять вперед.
Хор троянців оплакує долі і нещастя Трої. Кассандру охоплює один зі своїх пророчих припадків, і вона передбачає, які небезпеки загрожують Агамемнону. 

### Акт IV
Кассандра, коли повертається Агамемнон, пророкує йому долю, але їй не вірять.
Жінки Хору Аргосу оспівують Геракла, особливо тому, що він був вихований в Аргосі, і стверджують, що його стріли були потрібні Долі для другого падіння Трої. 

### Акт V
Кассандра, хоча вона (насправді) нічого не бачить і знаходиться лише на авансцені, передрікає, що має статися, і розповідає про вбивство Агамемнона тим, що відбувається в бенкетному залі.
Електра вмовляє свого брата Ореста втекти і, на щастя, стикається з Строфієм. Вона передає Ореста Строфію, щоб його винесли. Електра летить до вівтаря для захисту.
Клітемнестра наказує відтягнути Електру від вівтаря і кинути до в’язниці. Клітемнестра наказує вбити Кассандру. 

## Першоджерела
Немає раніше відомої п’єси, яка служила б очевидною моделлю для « Агамемнона» Сенеки.  П’єса розповідає приблизно ту ж історію, що й « Агамемнон » Есхіла .  Однак характеристика, структура і теми п’єси Сенеки дуже відрізняються від п’єси Есхіла.  Агамемнон у п’єсі Сенеки відіграє лише відносно незначну роль у порівнянні з Клітемнестрою та Кассандрою, які грають великі ролі.  Інші (втрачені) п’єси, які могли вплинути на Сенеку, включають Агамемнона Іона Хіосського, Егіта Лівія Андроніка та Клітемнестру Акція . 

## Подальше читання
- Отто Цвірляйн (ред. ), Seneca Tragoedia (Оксфорд: Clarendon Press: Oxford Classical Texts: 1986)
- Трагедії Джона Г. Фітча , том II: Едіп. Агамемнон. Тієст. Геркулес на Оета. Октавія (Кембридж, Массачусетс: Видавництво Гарвардського університету: Класична бібліотека Леба: 2004)

Шаблон:Seneca